# Crispin Lipscomb
Crispin Lipscomb (* 7. August 1979 in Edmonton, Alberta) ist ein kanadischer Snowboarder. Er startet in der Disziplin Halfpipe, manchmal auch im Snowboardcross und den Paralleldisziplinen.
Crispin Lipscomb lebt und wohnt in Whistler in British Columbia. Seine Vorbilder im Snowboardsport sind Michael Michalchuk, Terje Håkonsen und Xaver Hoffmann. Er ist Mitglied des kanadischen Nationalteams der Canadian Snowboard Federation (CSF). Lipscomb startet sowohl in FIS-Wettbewerben als auch bei der Ticket to Ride World Snowboard Tour.
Lipscomb debütierte 2002 im FIS-Weltcup. Bisher konnte er zwei Siege erzielen, den ersten in Furano in Japan in der Saison 2006 und den zweiten zum Ende der Saison 2008 im italienischen Valmalenco. Lipscomb belegte bei der Snowboard-Weltmeisterschaft 2007 den sechsten Platz in der Halfpipe. Beim Halfpipe-Wettbewerb bei den Olympischen Winterspielen in Turin wurde Lipscomb Elfter.

## Erfolge
FIS-Snowboard-Weltcup
| Datum         | Ort        | Land    | Disziplin | Platzierung |
| ------------- | ---------- | ------- | --------- | ----------- |
| 18. März 2006 | Furano     | Japan   | Halfpipe  | 1           |
| 16. März 2008 | Valmalenco | Italien | Halfpipe  | 1           |

- 5. Platz Halfpipe-Weltcup 2005

- 2× kanadischer Meister Halfpipe (2004, 2005)

- 1. Platz 6-Sterne-Event TT-Tour Laax 2007